# Anne van Grevenstein-Kruse
Anne van Grevenstein-Kruse (Antwerpen, 1947) is een Belgisch restauratiedeskundige met een internationale reputatie, die vooral in Nederland werkzaam is geweest. Ze was onder andere docent aan de Jan van Eyck Academie in Maastricht, mede-initiatiefneemster en directeur van Stichting Restauratie Atelier Limburg (SRAL) in Kerkrade en Maastricht, en hoogleraar aan de universiteiten van Nijmegen en Amsterdam. Ze is onder andere bekend van de restauratie van de schuttersstukken van Frans Hals in het Frans Hals Museum in Haarlem (1983-87), de schilderingen in de Oranjezaal van Paleis Huis ten Bosch in Den Haag (1998-2001), de schilderingen in het Paleis op de Dam (2005-2009) en het Rijksmuseum (2002-2012), beide in Amsterdam, en haar betrokkenheid bij de restauratie van Het Lam Gods van Jan en Hubert van Eyck in Gent. Prof. em. Van Grevenstein is tevens auteur van talrijke publicaties op het gebied van de restauratietechniek.

## Biografische schets

### Opleiding
Anne Kruse werd in 1947 in Antwerpen geboren als dochter van een Nederlandstalige vader en een Franstalige moeder. Door haar vader werd ze elke zondagochtend meegenomen naar een museum. Een oudoom, Albert Philippot, die restaurator was, inspireerde haar om hetzelfde te gaan doen. Ze kreeg haar opleiding aan het Koninklijk Instituut voor het Kunstpatrimonium in Brussel, het instituut waaraan haar oom verbonden was, en studeerde in 1972 af. In 1969-1970 deed ze een jaar praktijkervaring op aan het Instituto Centrale per il Restauro in Rome, waar ze meehielp schilderingen van Rafaël te restaureren. Ook werkte zij anderhalf jaar bij het Bayerisches Landesamt für Denkmalpflege in München en Neurenberg, waar ze ervaring opdeed met polychrome beelden. Terug in België volgde ze, naast haar baan overdag, een deelstudie kunstgeschiedenis aan de Vrije Universiteit Brussel.

### Docent in Maastricht; restaurator in Amsterdam en Haarlem
In de jaren zeventig was ze als docent verbonden aan de Jan van Eyck Academie in Maastricht. Een door haar georganiseerd symposium over kunstenaarsmaterialen leidde tot de oprichting van de Werkgroep Hedendaagse Schildersmaterialen, die de publicatie van de rubriek 'Vak-informatie' in de BBK-krant verzorgde, waaruit in 1989 het zelfstandige tijdschrift kM ('kunstenaarsmateriaal') voortkwam. In juni 1979 was ze, eveneens aan de Jan van Eyck Academie, betrokken bij een symposium over de zogenaamde 'Cuypers-uitmonstering' van de Sint-Servaaskerk (die bij de kerkrestauratie van 1981-93 grotendeels verwijderd zou worden).

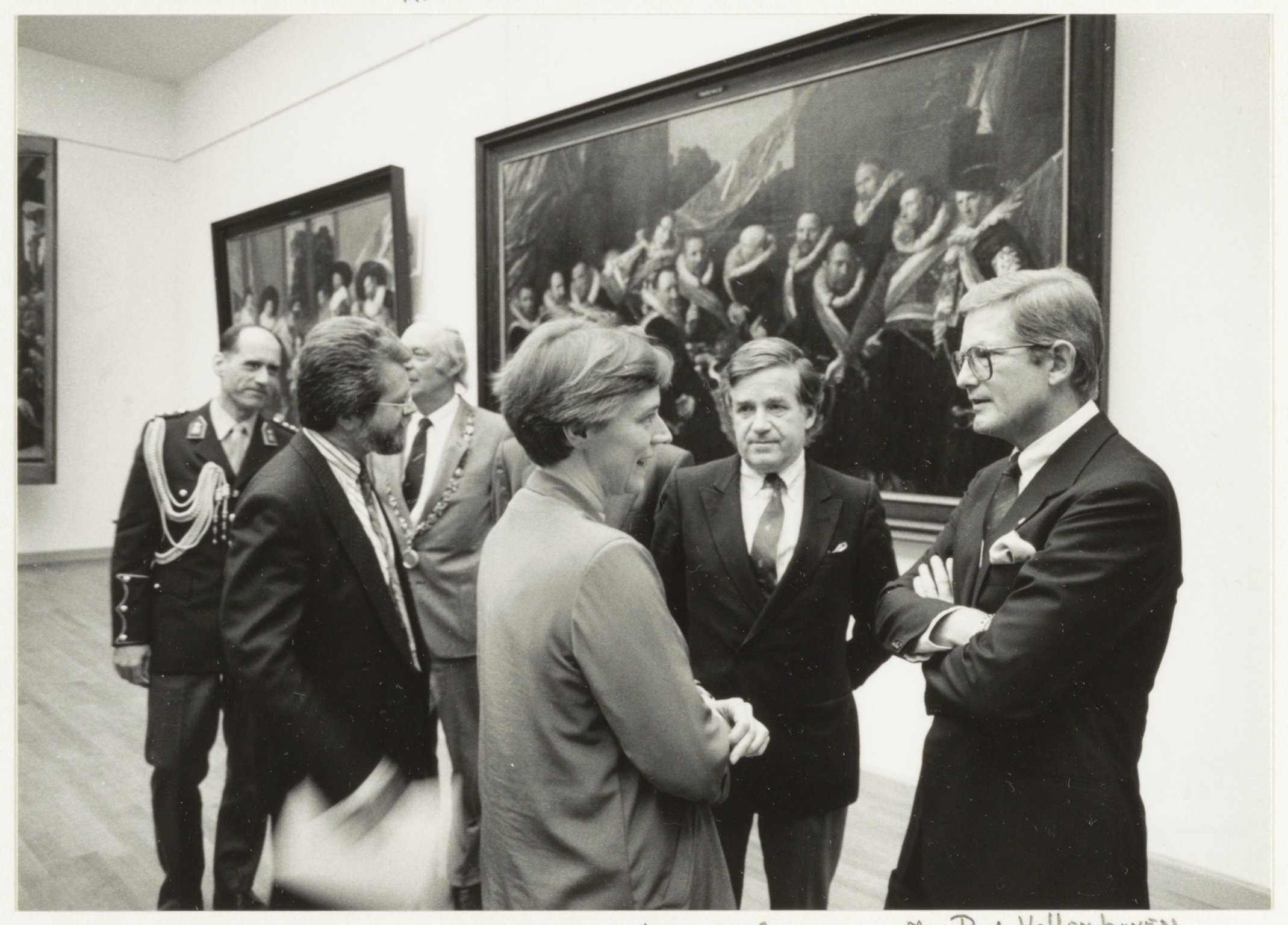
1987: heropening zaal met gerestaureerde schuttersstukken in het Frans Hals Museum, met o.a. Pieter van Vollenhoven

Van 1980 tot 1983 werkte Van Grevenstein, inmiddels gehuwd, in Amsterdam, waar ze onder andere onderzoek deed in het Centraal Laboratorium voor Onderzoek van voorwerpen van kunst en wetenschap, nu Rijksdienst Cultureel Erfgoed.
Van 1983 tot 1987 werkte ze aan de restauratie van de vijf Haarlemmer schuttersstukken van Frans Hals. Daartoe maakte ze gebruik van een op de zolder van het Frans Hals Museum ingericht restauratieatelier. Voorafgaand was röntgenonderzoek verricht door een medewerker van het Koninklijk Instituut voor het Kunstpatrimonium in Brussel. De eigenlijke restauratie werd begeleid door een commissie van deskundigen. Het kostte Van Grevenstein en haar vijf medewerkers per doek gemiddeld zes maanden om de sterk verkleurde en vervuilde vernislaag te verwijderen, beschadigingen te herstellen en latere overschilderingen ongedaan te maken. Bij de restauratie van de schuttersstukken toonde Van Grevenstein zich een tegenstander van het puur esthetisch restaureren; zij kiest ervoor om de geschiedenis van het kunstwerk zichtbaar te laten. Voor het geslaagde resultaat ontving zij de zilveren legpenning van de Historische Vereniging Haerlem.

### Stichting Restauratie Atelier Limburg
Vanaf 1987 gaf Van Grevenstein leiding aan de mede door haar opgezette Stichting Restauratie Atelier Limburg (SRAL). De restauratiewerkplaats was een initiatief van mgr. J.J. Stassen, directeur van Rolduc, in samenwerking met de Provincie Limburg, en werd gevestigd in een bijgebouw van het voormalige abdijcomplex in Kerkrade. De eerste jaren had het door de Provincie gesubsidieerde atelier drie vaste medewerkers en daarnaast twee projectmedewerkers, waarvan er zich een bezighield met de restauratie van gepolychromeerde beelden, vaak uit het bezit van Limburgse parochies, en de ander met de vroeg-Italiaanse schilderijen van de Rijksdienst Beeldende Kunst, die in 1987 in bruikleen waren gegeven aan het Bonnefantenmuseum in Maastricht. Omdat tot dat moment in Nederland een gedegen opleiding voor restaurators van schilderijen en beelden ontbrak, begon ze in Rolduc met een eigen opleiding. In het najaar van 1990 ging de opleiding Restaurator van schilderijen en beschilderde objecten van start. In hetzelfde jaar werd een afdeling in Maastricht gevestigd. In 1993 en 1995 werden twee studierichtingen aan het aanbod toegevoegd, respectievelijk Schilderingen in historische interieurs en Moderne en hedendaagse kunst.
In 1995 verhuisde de SRAL naar de toen pas gerestaureerde Wiebengahal aan de Avenue Céramique in Maastricht. Dit industriële monument uit 1912 was aanvankelijk onderdeel van het nieuwe Bonnefantenmuseum, maar huisvestte gaandeweg andere functies. Vanaf 2005 werd de aan het SRAL verbonden post-academische opleiding onderdeel van de nieuw opgerichte studierichting Restauratie van de Universiteit van Amsterdam, waarin ook de voormalige hbo-opleiding Restauratie van het Instituut Collectie Nederland opging.
In 2008 trad Van Grevenstein terug als directeur van de SRAL. Ze werd opgevolgd door René Hoppenbrouwers.

### Restauratieprojecten SRAL

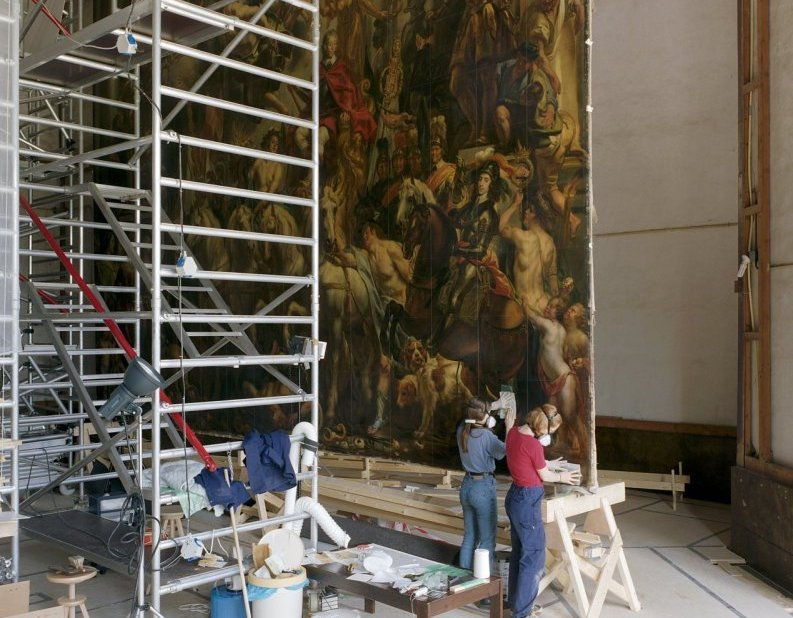
1999: restauratie van Triomf van Frederik Hendrik (Jordaens, ca. 1650) in de Oranjezaal van Paleis Huis ten Bosch in Den Haag

Omstreeks 1990 was Van Grevenstein betrokken bij de restauratie van een viertal schilderijen uit het Nationaal Museum van Boekarest, die in 1989 tijdens de Roemeense Revolutie waren beschadigd. Door onderzoek kon tevens worden vastgesteld dat een vermeende Rembrandt door een leerling geschilderd was, en dat een aan Jan van Eyck toegeschreven paneeltje, Man met de blauwe kaproen, inderdaad een Van Eyck is. Over de restauratie, en een bezoek aan het museum in Boekarest met Henk van Os, werd door Jeroen Visser een filmdocumentaire gemaakt voor de VPRO.
Van 1998 tot 2001 droeg Van Grevenstein de eindverantwoordelijkheid voor de restauratie van de schilderingen in de Oranjezaal in Paleis Huis ten Bosch in Den Haag door de SRAL. Op een na werden de 39 doeken uit circa 1650 uit hun omlijsting verwijderd en in Maastricht gerestaureerd. Alleen het grootste schilderij, de Triomf van Frederik Hendrik van Jacob Jordaens, dat 728 x 755 cm meet, werd ter plekke hersteld.
Van Grevenstein was van 2003-2013 nauw betrokken bij de restauratie van het Rijksmuseum in Amsterdam. Ze verrichtte onder andere historisch en materiaaltechnisch onderzoek in het museum, waarna de oorspronkelijke kleuren van de Cuypers-decoraties gereconstrueerd konden worden. De SRAL was verantwoordelijk voor de restauratie van de 70 schilderingen op doek van Georg Sturm. Zestien daarvan waren onderwerp van een tentoonstellings- en restauratieproject in het Bonnefantenmuseum, waar het publiek van dichtbij het werk kon volgen.
Van 2005 tot 2009 werkte ze aan de restauratie van plafondschilderingen in het Paleis op de Dam in Amsterdam. De restauratie van de zeventiende-eeuwse plafonds van de Weeskamer, de Thesaurie Ordinaris, de Justitiekamer en de Burgemeesterskamer door de SRAL vond plaats tussen 2006 en 2012.
In 2007 en 2008 was ze, na moeizame diplomatieke onderhandelingen, betrokken bij de restauratie door Nederlandse en Chinese deskundigen van het portret ten voeten uit van keizerin-regentes Ci Xi van de Nederlandse schilder Hubert Vos in het Zomerpaleis in Peking.

### Hoogleraarschap; onderzoek
In 2005 werd Van Grevenstein benoemd tot bijzonder hoogleraar Kunst en cultuur aan de Radboud Universiteit in Nijmegen. Zij bezette daar tot 2008 de Anton van Duinkerken-leerstoel. In 2008 volgde de benoeming tot hoogleraar Praktijk van conservering en restauratie aan de Universiteit van Amsterdam. Naar aanleiding van haar emeritaat stelde ze in 2011 een stipendium in voor studenten die aan het begin van hun carrière staan en zich willen om- of bijscholen voor het restauratievak.
Van Grevenstein werd in 1998 coördinator van het onderzoeksproject Molecular Aspects of Ageing in Painted Works of Art (Molart) van de Nederlandse Organisatie voor Wetenschappelijk Onderzoek, en de opvolger daarvan, het De Mayerne Programme (2002-2006).
In 2010-11 coördineerde ze de urgente conservering van het Gentse altaarstuk Het Lam Gods van Jan en Hubert van Eyck. Ook daarna bleef ze als adviseur betrokken bij de restauratie, die door het Koninklijk Instituut voor het Kunstpatrimonium in samenwerking met de universiteiten van Gent en Antwerpen werd uitgevoerd en in 2019 werd afgerond.
Prof. Van Grevenstein maakt sinds 2015 deel uit van een expertisegroep die de Nederlandse regering adviseert over de restauratie van de Gouden Koets.
Sinds 2010 is Van Grevenstein lid van de Koninklijke Vlaamse Academie van België voor Wetenschappen en Kunsten, als buitenlands lid binnen de Klasse van de Kunsten.
Als bestuurslid van de Stichting Limburgse Kastelen is zij als vrijwilliger nauw betrokken bij de wederopbouw van Kasteel Borgharen te Maastricht.

### Onderscheidingen
In 1989 kreeg zij de zilveren legpenning van de Historische Vereniging Haarlem. In datzelfde jaar ontving ze de Monumentenprijs van het Prins Bernhard Cultuurfonds. Het aan de prijs verbonden bedrag van 100.000 gulden besteedde ze aan de restauratieopleiding in Kerkrade. In 2002 werd ze benoemd tot ridder in de Orde van de Nederlandse Leeuw. Bij haar afscheid als hoogleraar in Amsterdam in 2011 ontving ze uit handen van koningin Beatrix de Eremedaille voor Kunst en Wetenschap van de Huisorde van Oranje. In 2012 ontving ze de Erepenning van de Provincie Limburg uit waardering voor haar uitzonderlijke verdiensten op het terrein van onderzoek, conservering en restauratie van cultureel erfgoed en de betekenis daarvan voor Limburg.

### Privé
Anne van Grevenstein-Kruse huwde met de kunsthistoricus Alexander van Grevenstein, voormalig directeur van het Bonnefantenmuseum. Het echtpaar kreeg een zoon en een dochter, en woonde onder andere in Maastricht, Amsterdam, Haarlem en het Belgische Chiny.